# 第27普通科連隊
第27普通科連隊（だいにじゅうななふつうかれんたい、JGSDF 27th Infantry Regiment(Light)）は、陸上自衛隊釧路駐屯地（北海道釧路郡釧路町）に駐屯する第5旅団隷下の普通科連隊（軽）である。

## 概要
連隊長は1等陸佐（三）が充てられ、釧路駐屯地司令を兼ねる。連隊本部、本部管理中隊および3個普通科中隊により編成される。釧路駐屯地に駐屯し、終戦を迎えた大日本帝国陸軍歩兵第27連隊の番号を継承している。
歩兵第27連隊は、昭和19年４月から釧路地区防衛のため、作戦地域として釧路市および同周辺地域に展開しており、釧路駐屯地および釧路演習場は、歩兵第27連隊の連隊本部のほか、歩兵大隊の後方陣地、連隊砲や速射砲などの野砲陣地、通信隊等が置かれていた。同連隊は終戦に伴って現在の釧路演習場で軍旗を奉焼したが、作戦のため展開した歩兵連隊の最終位置に同番号の普通科連隊が駐屯しているのは日本で唯一である。

## 沿革
第4連隊第3大隊
- 1951年（昭和26年）5月1日：第2管区隊第4連隊第3大隊が遠軽駐屯地に編成。
- 1952年（昭和27年）1月19日：第4連隊第3大隊（遠軽駐屯地）が第6連隊第2大隊（遠軽駐屯地）に、第5連隊第3大隊（函館駐屯地）が第4連隊第3大隊（函館駐屯地）に改称。
- 1953年（昭和28年）10月5日：警察予備隊第4連隊第3大隊が函館駐屯地から釧路駐屯地に移駐[1]。

第4普通科連隊第3大隊
- 1954年（昭和29年）
  - 7月1日：陸上自衛隊発足により、第4普通科連隊第3大隊（釧路駐屯地）に称号変更。
  - 9月10日：第5管区隊編成により、第4普通科連隊が第5管区隊に隷属。

第27普通科連隊
- 1962年（昭和37年）1月18日：第5管区隊の第5師団への改編に伴い、第4普通科連隊第3大隊を基幹として第27普通科連隊が釧路駐屯地において編成完結。
- 1965年（昭和40年）3月15日：第3普通科中隊が別海分屯地に移駐。第3普通科中隊長が分屯地司令を兼ねる。
- 1966年（昭和41年）2月21日：別海分屯地が駐屯地に昇格。第3普通科中隊長が駐屯地司令を兼ねる。
- 1987年（昭和62年）3月17日：第3普通科中隊長が兼任していた別海駐屯地司令職務を第5偵察隊長に移管。
- 1989年（平成元年）3月24日：第5師団改編により、装甲車化連隊に改編。
- 2000年（平成12年）8月28日：96式装輪装甲車を導入｡
- 2010年（平成22年）2月：ハイチ大地震復興支援のため、連隊長が第2次隊長として現地に赴任。
- 2004年（平成16年）3月29日：上位部隊である第5師団の第5旅団への改編に伴う部隊改編。

1. 重迫撃砲中隊を廃止。
2. 本部管理中隊に重迫撃砲小隊を新編。
3. 後方支援体制変換に伴い、整備部門を第5後方支援隊第2整備中隊第3普通科直接支援小隊へ移管。

- 2011年（平成23年）4月22日：第4普通科中隊を廃止｡
- 2022年（令和04年）3月17日：連隊改編。

1. 各普通科中隊の対戦車小隊を廃止（本部管理中隊に集約）。
2. 本部管理中隊に対戦車小隊を新編[2]。中距離多目的誘導弾を装備[2]。

- 2023年（令和05年）3月16日：第3普通科中隊に軽装甲機動車が主要装備として配備（これにより、96式装輪装甲車は保有しているものの、式典等以外使用していない）。

## 部隊編成
- 第27普通科連隊本部
- 本部管理中隊「27普-本」
  - 中隊本部
  - 連隊本部班：82式指揮通信車
  - 対戦車小隊：中距離多目的誘導弾
  - 重迫撃砲小隊：120mm迫撃砲 RT
  - 情報小隊：軽装甲機動車、偵察用オートバイ
  - 施設作業小隊：小型ドーザ、資材運搬車
  - 通信小隊
  - 補給小隊：3 1/2tトラック
  - 衛生小隊：1トン半救急車
  - 狙撃班
- 第1普通科中隊「27普-1」：高機動車、81mm迫撃砲 L16、01式軽対戦車誘導弾
- 第2普通科中隊「27普-2」：高機動車、81mm迫撃砲 L16、01式軽対戦車誘導弾
- 第3普通科中隊「27普-3」（別海駐屯地）：軽装甲機動車（パーソナルマーク：黒い雄牛）、81mm迫撃砲 L16、01式軽対戦車誘導弾

## 整備支援部隊
- 第5後方支援隊第2整備中隊第3普通科直接支援小隊「5後支-2整」（釧路駐屯地）：2004年（平成16年）3月29日から

## 主要幹部
| 官職名                             | 階級    | 氏名     | 補職発令日     | 前職                |
| ---------------------------------- | ------- | -------- | -------------- | ------------------- |
| 第27普通科連隊長 兼 釧路駐屯地司令 | 1等陸佐 | 安藤直樹 | 2023年12月01日 | 第7師団司令部監察官 |

| 代 | 氏名       | 在職期間                        | 前職                                      | 後職                                      |
| -- | ---------- | ------------------------------- | ----------------------------------------- | ----------------------------------------- |
| 01 | 上田均     | 1962年01月18日 - 1964年03月15日 | 第4普通科連隊付                           | 第1教育団副団長                           |
| 02 | 近藤雅之   | 1964年03月16日 - 1966年03月15日 | 陸上自衛隊幹部学校研究員                  | 統合幕僚会議事務局第1幕僚室勤務           |
| 03 | 中西弘毅   | 1966年03月16日 - 1968年03月15日 | 陸上自衛隊少年工科学校生徒隊長            | 第2教育団副団長                           |
| 04 | 寺林潔     | 1968年03月16日 - 1969年07月15日 | 陸上自衛隊幹部学校付                      | 北部方面総監部第2部長                     |
| 05 | 佐藤仁一郎 | 1969年07月16日 - 1971年07月15日 | 陸上幕僚監部第2部地誌班長                 | 陸上自衛隊業務学校勤務                    |
| 06 | 徳田孝二   | 1971年07月16日 - 1973年03月15日 | 防衛大学校勤務                            | 防衛研修所戦史室戦蔵史編さん官            |
| 07 | 石田直義   | 1973年03月16日 - 1974年07月15日 | 陸上自衛隊幹部学校学校教官                | 北部方面総監部第4部長                     |
| 08 | 鶴田良澄   | 1974年07月16日 - 1976年08月01日 | 陸上自衛隊幹部学校研究員                  | 陸上自衛隊幹部学校勤務                    |
| 09 | 杉山悟     | 1976年08月02日 - 1978年07月31日 | 東北方面総監部第3部付                     | 陸上自衛隊幹部候補生学校教育部長          |
| 10 | 三井貞男   | 1978年08月01日 - 1980年03月16日 | 第1師団司令部第3部長                      | 陸上自衛隊富士学校普通科部 研究課長       |
| 11 | 江籠三郎   | 1980年03月17日 - 1982年03月15日 | 中部方面総監部人事部人事課長              | 陸上自衛隊幹部候補生学校学生隊長          |
| 12 | 茂手木久倬 | 1982年03月16日 - 1984年03月15日 | 陸上幕僚監部装備部装備計画課 後方計画班長 | 陸上幕僚監部防衛部研究課長                |
| 13 | 隈部正則   | 1984年03月16日 - 1986年03月16日 | 陸上幕僚監部監理部会計課 予算班長         | 陸上幕僚監部装備部装備計画課長            |
| 14 | 内藤幸雄   | 1986年03月17日 - 1988年03月31日 | 陸上幕僚監部教育訓練部教育課 教育班長     | 第10師団司令部幕僚長                      |
| 15 | 池田修     | 1988年04月01日 - 1990年07月08日 | 陸上幕僚監部防衛部防衛課 編成班長         | 陸上幕僚監部防衛部運用課長                |
| 16 | 川尻隆夫   | 1990年07月09日 - 1992年08月02日 | 陸上幕僚監部人事部厚生課 厚生班長         | 東部方面総監部調査部長                    |
| 17 | 青木勉     | 1992年08月03日 - 1995年03月22日 | 陸上幕僚監部教育訓練部訓練課 訓練班長     | 東北方面総監部防衛部長                    |
| 18 | 谷川保行   | 1995年03月23日 - 1997年01月19日 | 陸上幕僚監部調査部調査第2課勤務           | 情報本部                                  |
| 19 | 森節夫     | 1997年01月20日 - 1999年11月30日 | 陸上幕僚監部調査部調査第2課勤務           | 情報本部                                  |
| 20 | 児玉浩澄   | 1999年12月01日 - 2001年11月30日 | 陸上幕僚監部防衛部運用課 運用第2班長      | 北部方面総監部総務部長                    |
| 21 | 吉村俊     | 2001年12月01日 - 2003年11月30日 | 第1空挺団本部高級幕僚                     | 北部方面総監部総務部長                    |
| 22 | 緒方勝明   | 2003年12月01日 - 2006年03月22日 | 第4師団司令部第4部長                      | 防衛医科大学校学生部訓練課長              |
| 23 | 坂本知司   | 2006年03月23日 - 2007年07月02日 | 第4師団司令部第3部長                      | 陸上幕僚監部人事部人事計画課 服務室長     |
| 24 | 山口芳正   | 2007年07月03日 - 2009年03月31日 | 陸上自衛隊幹部学校付                      | 東北防衛局防衛補佐官                      |
| 25 | 福永正之   | 2009年04月01日 - 2011年07月31日 | 中部方面総監部総務部 地域連絡調整課長     | 陸上自衛隊富士学校総務部 総務課長         |
| 26 | 眞部和徳   | 2011年08月01日 - 2013年03月22日 | 陸上自衛隊富士学校総務部 総務課長         | 陸上自衛隊富士学校主任教官                |
| 27 | 浅井修     | 2013年03月23日 - 2015年03月31日 | 東部方面総監部人事部厚生課長              | 自衛隊体育学校企画室長                    |
| 28 | 田中広明   | 2015年04月01日 - 2016年07月31日 | 陸上自衛隊幹部学校付                      | 陸上幕僚監部教育訓練部 教育訓練課教育班長 |
| 29 | 黒岩太一郎 | 2016年08月01日 - 2018年07月31日 | 第2師団司令部第4部長                      | 北部方面総監部総務部総務課長              |
| 30 | 井川三典   | 2018年08月01日 - 2020年07月31日 | 第4陸曹教育隊長                           | 水陸機動団本部高級幕僚                    |
| 31 | 五日市弘之 | 2020年08月01日 - 2022年07月31日 | 部隊訓練評価隊副隊長                      | 陸上自衛隊教育訓練研究本部勤務            |
| 32 | 及川隆顕   | 2022年08月01日 - 2023年11月30日 | 中部方面総監部人事部募集課長              | 第5旅団司令部付                           |
| 33 | 安藤直樹   | 2023年12月01日 -                | 第7師団司令部監察官                       |                                           |

## 主要装備
- 96式装輪装甲車
- 82式指揮通信車
- 軽装甲機動車
- 高機動車
- 1/2tトラック / 73式小型トラック
- 1 1/2tトラック / 73式中型トラック
- 3 1/2tトラック / 73式大型トラック
- 89式5.56mm小銃
- 5.56mm機関銃MINIMI
- 84mm無反動砲
- 01式軽対戦車誘導弾
- 81mm迫撃砲 L16
- 120mm迫撃砲 RT

## 警備隊区
釧路市、根室市など釧路総合振興局、根室振興局の2市10町1村である。

## 廃止（改編）部隊
- 2004年（平成16年）3月28日廃止
  - 第27普通科連隊重迫撃砲中隊「27普-重」（釧路駐屯地）：第27普通科連隊本部管理中隊重迫撃砲小隊に縮小改編。
- 2011年（平成23年）4月22日廃止
  - 第27普通科連隊第4普通科中隊「27普-4」（釧路駐屯地）：
- 2022年（令和04年）3月16日廃止
  - 第27普通科連隊第1普通科中隊対戦車小隊「27普-1」（釧路駐屯地）：本部管理中隊対戦車小隊に集約。
  - 第27普通科連隊第2普通科中隊対戦車小隊「27普-2」（釧路駐屯地）：本部管理中隊対戦車小隊に集約。
  - 第27普通科連隊第3普通科中隊対戦車小隊「27普-3」（別海駐屯地）：本部管理中隊対戦車小隊に集約。